# 日本城タクシー
日本城タクシー株式会社（にほんじょうタクシー）は、大阪市住之江区にあるタクシー会社。大阪市内を中心としてタクシー事業・貸切バス事業を行う。2016年（平成28年）6月30日までは乗合バスの運行も行っていた。旅客運送業のほか、日本城トラベル（旅行代理店）、ペットメモリアル、日本城オートガスセンター（不動産賃貸）などを行っている。

## 沿革
- 1960年（昭和35年） - 創業。
- 1973年（昭和48年） - 乗合タクシー運行開始。
- 1985年（昭和60年）7月 - 路線バス事業開始。
- 2004年（平成16年）9月 - 旅行業を開始。
- 2005年（平成17年）2月 - 貸切バス事業を開始。
- 2016年（平成28年）7月1日 - 路線バスを北港観光バスに事業譲渡[1]。
- 2017年（平成29年）9月21日 - 東宝タクシー株式会社[2]の全株式を取得。
- 2021年（令和3年）7月21日 - 新規事業としてベビーカステラ店を開業。
- 2024年（令和6年）
  - 檪山交通（旧・ベイサイドホールディングス）から布川交通を取得、東京都と茨城県に進出。
  - 布川交通の板橋営業所を板橋区坂下内で移転[注釈 1]。

## グループ会社
| 交通圏 | 交通圏     | 社名・営業所   | 社名・営業所 | 所在地               | 備考               |
| ------ | ---------- | -------------- | ------------ | -------------------- | ------------------ |
| 大阪   | 大阪市域   | 日本城タクシー | 本社         | 大阪市住之江区新北島 |                    |
| 大阪   | 大阪市域   | 日本城タクシー | 平野営業所   | 大阪市平野区西脇     |                    |
| 大阪   | 大阪市域   | 日本城タクシー | 阿麻美営業所 | 大阪市東住吉区矢田   |                    |
| 大阪   | 大阪市域   | 明星交通       |              | 大阪市東住吉区矢田   |                    |
| 大阪   | 大阪市域   | 東宝タクシー   | 東宝タクシー | 大阪市西成区南津守   |                    |
| 茨城   | 県南       | 布川交通       | 龍ヶ崎本社   | 龍ケ崎市字光順田     | （旧・本社営業所） |
| 茨城   | 県南       | 布川交通       | 利根町営業所 | 北相馬郡利根町布川   | （旧・布川営業所） |
| 東京   | 特別区武三 | 布川交通       | 板橋営業所   | 板橋区坂下           |                    |

### 関連会社
- 株式会社日本城オートガスセンター（大阪府大阪市西成区南津守）
- 株式会社日本ペットメモリアル
  - 篠山本院（兵庫県篠山市古森）
  - 堺分院（大阪府堺市北区八下北）

## 日本城路線バス

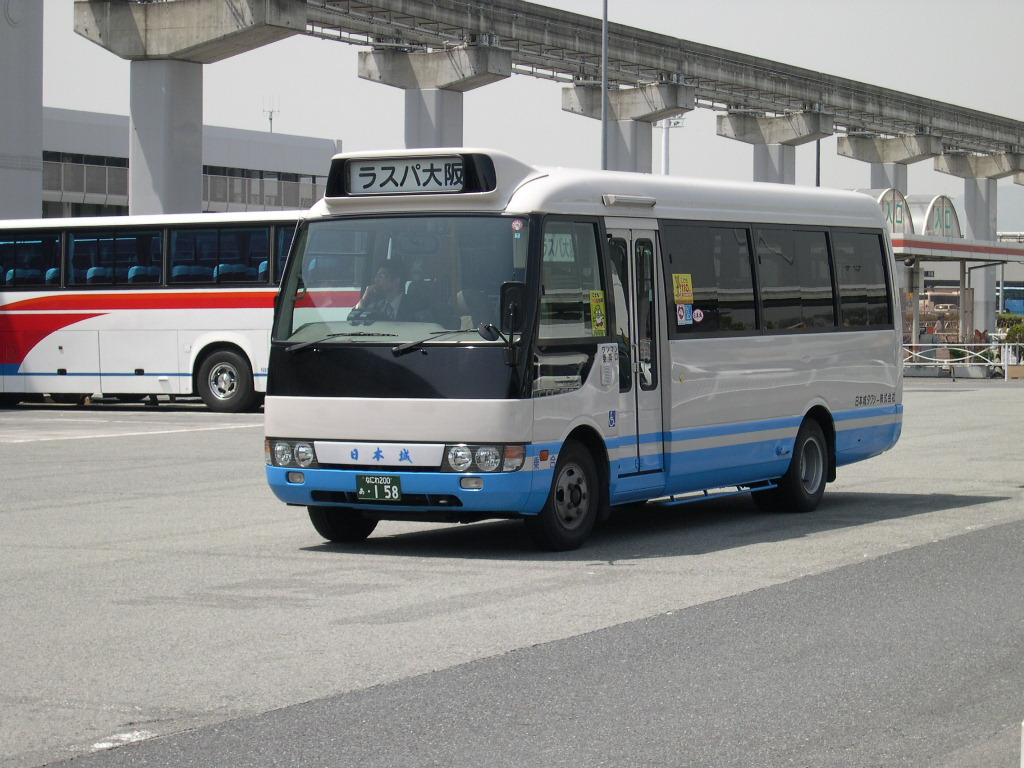
日本城タクシーのバス車両（三菱ふそう・ローザ）

2016年（平成28年）6月30日をもって北港観光バスに事業譲渡して乗合バス事業から撤退した。交通系ICカードの取り扱いはなかった。

### あびこ・天美北線（あびこ路線バス）
- 地下鉄あびこ - 大和川高校前 - パークサイドなごみ前 - 天美西3丁目 - 天美西住宅前 - あまみ神社前 - 天美北2丁目
  - 朝の一部便は天美北地区からパークサイドなごみ前へ直行

1973年に日本城タクシーが、松原市天美地区の住民からの要望により運行した乗合タクシーを前身とする。
1985年7月より、大阪市営地下鉄御堂筋線あびこ駅前から松原市の天美西・天美北方面（近鉄河内天美駅徒歩圏）に1路線を運行。当初は大阪市内にバス停は無かったが、1999年ごろより大阪市内にもバス停を増設した。運行間隔は10～20分毎。
同社では「コミュニティバスの先駆け」と自称していたが、運行開始以来補助金を受け取らず運営する純粋な民間路線であった。
北港観光バスへの移管後は運行間隔が15〜30分毎に減便されている。また、朝ラッシュ時の我孫子駅方面への直行便も廃止となった。

### 西田辺・瓜破線

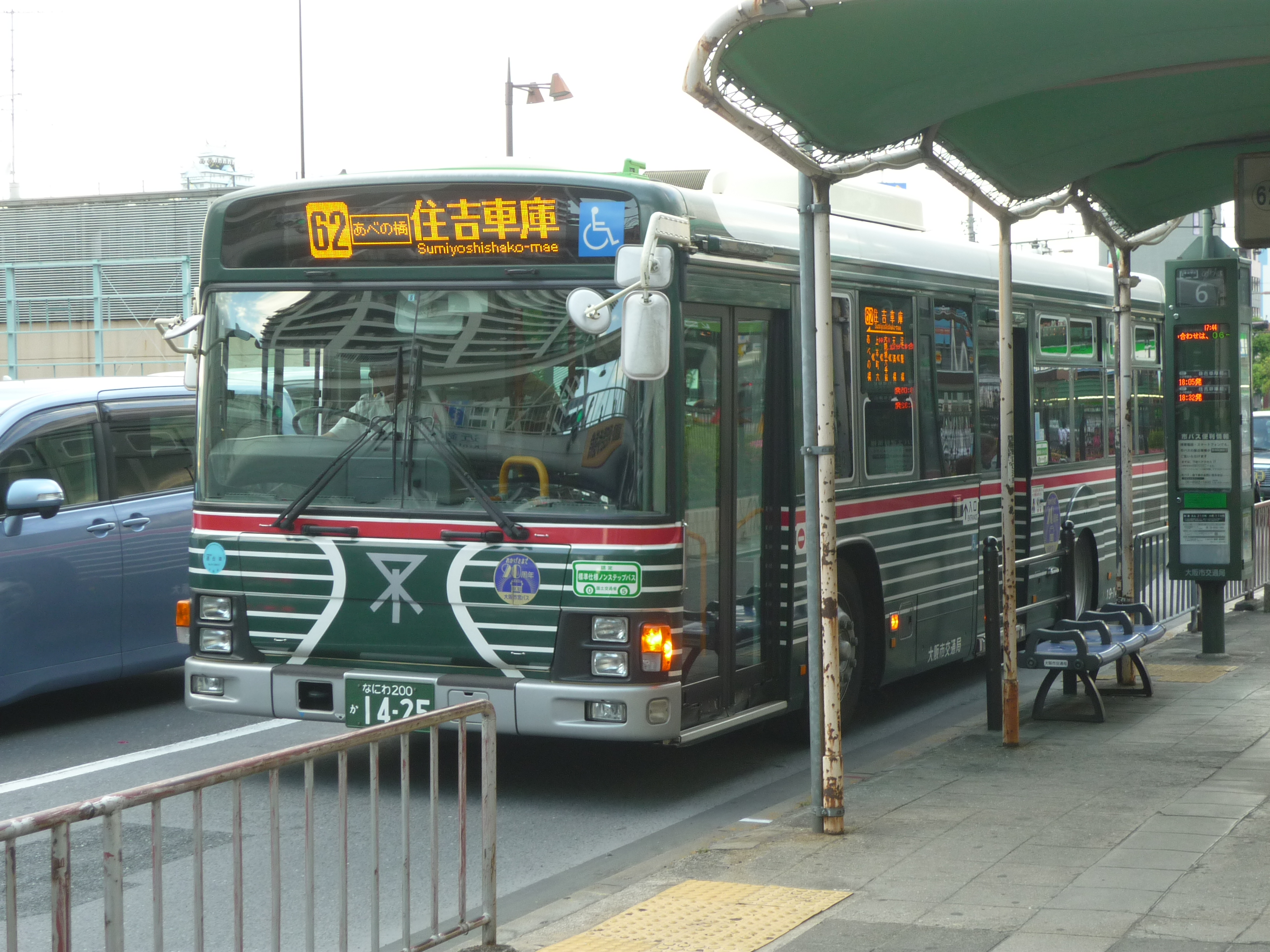
大阪市営バスの車両。市営交通110周年記念ゼブラバス復刻塗装

- 地下鉄西田辺駅前 - (ライフ西田辺) - 東住吉区役所 - 針中野商店街 - 城南学園 - トミオカ体操スクール - 住道矢田九丁目 - 瓜破西二丁目 - 瓜破西
  - ライフ西田辺には瓜破西方向のみ停車
  - 運行開始時のルート：地下鉄西田辺駅前 - 東住吉区役所 - 矢田出張所 - 住道矢田九丁目 - 瓜破西

大阪市営バスの赤バス廃止に伴い、東住吉区内の交通確保のため2013年4月8日に運行開始。翌2014年にルート変更されている。運賃は1.7kmまで100円、以遠210円（小人110半額）。運行間隔は昼間時は概ね20分毎。車両のうち1両（三菱ふそう・ローザ）は、大阪市営バスが1950年代に採用していたツーマン時代のゼブラバス塗装を再現したデザインであった。
北港観光バスへの移管後は平日のみ1時間1本に減便（土日祝は運休）、ゼブラバス塗装車は予備車となった。
区側が財政負担のない形態の路線バスを求め、呼応する内容を提示した同社の案が2012年12月に採用されたが、この方針が大阪市交通局と和田智成区長（当時）との対立を生むこととなり、区長が橋下徹市長により解任されるに至った。

### 南港線
- コスモスクエア駅 - 大阪港国際フェリーターミナル

## 車両
貸切バス車両は、いすゞ・ガーラ、日野・セレガ、日野・メルファ（メルファ7・メルファ9）、三菱ふそう・ローザ。尚、2024年に導入されたいすゞ・ガーラはグリーン車マークと国鉄特急型車両のシンボルマークを模したステッカーが貼付されているほか、国鉄485系電車にちなみ車両ナンバーを「485」としている。
路線バス車両は、狭隘区間に対応させるため小型車のみの配置であった。三菱ふそう・ローザ、トヨタ・コースター、いすゞ・ジャーニー、日野・ポンチョ。
タクシー車両には、法務省の啓発ポスターから借用した「ヘイトスピーチ、許さない。」と書かれた黄色のステッカーが貼られている。

## 参考資料
- 「今号の気になりバス事業者 日本城タクシー」『バスマガジン』22号、40-42頁・71頁、2007年